# Campionat de França de trial
El Campionat de França de trial, regulat per la federació francesa de motociclisme, FFM (Fédération Française de Motocyclisme), és la màxima competició de trial que es disputa a França.

## Llista de guanyadors
A 10 de desembre de 2024
| Temporada | Campió              | Motocicleta |
| --------- | ------------------- | ----------- |
| 1959      | Jean Bohec          | BSA         |
| 1960      | Claude Peugeot      | Peugeot     |
| 1961      | Jean Bohec          | Motobecane  |
| 1962      | Jean Bohec          | Motobecane  |
| 1963      | Jean Bohec          | Triumph     |
| 1964      | Jean Bohec          | Greeves     |
| 1965      | Christian Rayer     | Greeves     |
| 1966      | Christian Rayer     | Greeves     |
| 1967      | Christian Rayer     | Greeves     |
| 1968      | Christian Rayer     | Montesa     |
| 1969      | Christian Rayer     | Montesa     |
| 1970      | Christian Rayer     | Montesa     |
| 1971      | Charles Coutard     | Bultaco     |
| 1972      | Charles Coutard     | Bultaco     |
| 1973      | Charles Coutard     | Bultaco     |
| 1974      | Charles Coutard     | Bultaco     |
| 1975      | Charles Coutard     | Bultaco     |
| 1976      | Charles Coutard     | Bultaco     |
| 1977      | Charles Coutard     | Bultaco     |
| 1978      | Christian Desnoyers | Montesa     |
| 1979      | Charles Coutard     | SWM         |
| 1980      | Gilles Burgat       | SWM         |
| 1981      | Gilles Burgat       | SWM         |
| 1982      | Gilles Burgat       | SWM         |
| 1983      | Thierry Michaud     | SWM         |
| 1984      | Philippe Berlatier  | Italjet     |
| 1985      | Thierry Michaud     | Fantic      |
| 1986      | Thierry Michaud     | Fantic      |
| 1987      | Thierry Michaud     | Fantic      |
| 1988      | Thierry Michaud     | Fantic      |
| 1989      | Thierry Michaud     | Fantic      |
| 1990      | Philippe Berlatier  | Beta        |
| 1991      | Philippe Berlatier  | Beta        |
| 1992      | Bruno Camozzi       | Fantic      |
| 1993      | Bruno Camozzi       | Scorpa      |
| 1994      | Bruno Camozzi       | Scorpa      |
| 1995      | Bruno Camozzi       | Beta        |
| 1996      | Bruno Camozzi       | Gas Gas     |
| 1997      | Bruno Camozzi       | Gas Gas     |
| 1998      | Bruno Camozzi       | Gas Gas     |
| 1999      | Bruno Camozzi       | Gas Gas     |
| 2000      | Bruno Camozzi       | Gas Gas     |
| 2001      | Bruno Camozzi       | Gas Gas     |
| 2002      | Bruno Camozzi       | Gas Gas     |
| 2003      | Bruno Camozzi       | Gas Gas     |
| 2004      | Christophe Camozzi  | Gas Gas     |
| 2005      | Bruno Camozzi       | Gas Gas     |
| 2006      | Bruno Camozzi       | Gas Gas     |
| 2007      | Jerome Bethune      | Beta        |
| 2008      | Christophe Bruand   | Scorpa      |
| 2009      | Loris Gubian        | Gas Gas     |
| 2010      | Loris Gubian        | Gas Gas     |
| 2011      | Loris Gubian        | Gas Gas     |
| 2012      | Alexandre Ferrer    | Sherco      |
| 2013      | Loris Gubian        | Gas Gas     |
| 2014      | Loris Gubian        | Gas Gas     |
| 2015      | Alexandre Ferrer    | Sherco      |
| 2016      | Alexandre Ferrer    | Sherco      |
| 2017      | Alexandre Ferrer    | Sherco      |
| 2018      | Alexandre Ferrer    | Sherco      |
| 2019      | Benoit Bincaz       | Beta        |
| 2020      | Benoit Bincaz       | Beta        |
| 2021      | Jeroni Fajardo      | Sherco      |
| 2022      | Jeroni Fajardo      | Sherco      |
| 2023      | Benoit Bincaz       | Sherco      |
| 2024      | Miquel Gelabert     | Vertigo     |

## Estadístiques

### Campions amb més de 3 títols
A 10 de desembre de 2024
| Pilot            | Títols |
| ---------------- | ------ |
| Bruno Camozzi    | 14     |
| Charles Coutard  | 8      |
| Thierry Michaud  | 6      |
| Christian Rayer  | 6      |
| Jean Bohec       | 5      |
| Alexandre Ferrer | 5      |
| Loris Gubian     | 5      |